# Beneden Veensloot
Beneden Veensloot est un hameau qui fait partie de la commune de Midden-Groningue dans la province néerlandaise de Groningue. Avec Boven Veensloot, les deux hameaux sont situés sur une ancienne digue médiévale, entre Korte Akkers et Kibbelgaarn